# Nyírfürdő
Lázárfalva délkeleti végén, a Borvíztető alatt, a Nyírnek nevezett falu részen található a helyiek kedvelt gyógyfürdője, Nyírfürdő.

## Története
Lázárfalva a térség borvizekben leggazdagabb települése, területén több mint negyven ismert borvízforrás található. A Nyírnek nevezett falurész mellett található Borvíztetőn számos borvízforrás tör fel a talajból. A források vizét a helyiek nemcsak ivásra, hanem fürdésre is használták a régmúltban. Az egyik itt található forrásra épült a településen élők máig kedvelt fürdője, a Nyírfürdő. Nyírfürdőt vagy régebbi nevén Fortyogófürdőt már a 17. században emlegetik írásos források. Dr. Bélteky Zsigmond elemeztette először a forrás vizét 1818-ban, majd 1820-ban Pataki Sámuel és 1832-ben Osann E. is elvégezte a vizsgálatokat. A ritka ásványi anyagokban gazdag, rendkívül jó hatású gyógyfürdő vizét a helyiek és a környéken élők is nagy előszeretettel használták a múlt századokban. Az erős mofettahatás következtében a lázárfalviak gázfürdőt vagy népiesen büdösgödröt is létesítettek a fürdő területén, melyet szintén jó eredménnyel használtak a főleg reumatikus és keringési zavarokban szenvedő betegek. A 18. században megépítették a Nyerges-tetőn Kászonokba átvezető utat. Az addig forgalmas útvonal mellett fekvő Lázárfalva - a Csíkot Háromszékkel összekötő út Lázárfalva mellett haladt el - elszigetelődött és többnyire csak a helyiek használták a nehezen megközelíthető fürdőt. A lázárfalvi Nyírfürdő 2001-ben került újra a figyelem középpontjába. Civil szervezetek kezdeményezésére a lelkes helyiek és számos önkéntes egy kalákaprogram keretében felújították a hajdani nevezetes fürdőt. A kalákázók munkája során újjáépült a 3×5 méteres fürdőmedence, két kéntejes lábáztató, a mofetta és egy öltöző. A helyi önkormányzat egy szaunával ellátott vendégházat és filagóriát is építtetett az odalátogató vendégek számára. A rendezett, karbantartott fürdőt jelenleg is használják a kezelésre vágyók.

## Jellegzetessége
Nyírfürdő forrása kalcium-magnézium-hidrogén-karbonát típusú borvíz.

## Gyógyhatása
Nyírfürdő vizét főleg reumatikus és keringési zavarokban szenvedő betegeknek ajánlják.